# Lucrezia Lante della Rovere
Lucrezia Lante della Rovere (nacida el 19 de julio de 1966) es una actriz italiana de cine, televisión y teatro.

## Primeros años
Lucrezia Lante della Rovere nació el 19 de julio de 1966 en Roma, Italia como Lucrezia Lante Montefeltro della Rovere. Ella es la hija de Alessandro Lante della Rovere (1936–1995) y Marina Ripa Di Meana. Ella estudió en la American Overseas School de Roma durante un año.

## Carrera
Della Rovere ha actuado en numerosas producciones de teatro, como Quando eravamo repressi de Pino Quartullo, Risiko de Francesco Apolloni, Oleanna and Il cielo sopra il letto de Luca Barbareschi, Malamore de Concita De Gregorio, Borkman de Ibsen y Come tu mi vuoi de Luigi Pirandello.
También actuó en dramas de televisión como Orgoglio, Uno di noi y Donna detective, Tutti pazzi per amore, Tutta la musica del cuore y La dama velata, entre otros.
En 2005 ganó el premio del Festival de cine de Taormina por su papel en la película Gli occhi dell'altro, en 2008 ha ganado el premio del Festival de ficción de Roma para el papel en la película para televisión Ovunque tu sia, y en 2012 ganó el Premio Flaiano por Malamore.
En 2008, della Rovere apareció en la película de James Bond Quantum of Solace como Gemma, la novia de René Mathis. Ha intervenido igualmente en la serie de la RAI y Telecinco, La dama velada, emitida en 2015.

## Vida privada
Della Rovere tiene hijas gemelas, Ludovica y Vittoria, nacidas en 1988 con el empresario Giovanni Malagò. Ella tuvo una relación con el actor Luca Barbareschi y más tarde estuvo ligada al cineasta Gianpaolo Tescari y al pintor Marco Tirelli.

## Filmografía

### Películas y series
| Año  | Título            | Película/Serie | Papel                      |
| ---- | ----------------- | -------------- | -------------------------- |
| 2000 | La carbonara      | Película       | Cecilia (papel principal)  |
| 2008 | Quantum of Solace | Película       | Gemma (reparto)            |
| 2009 | Viola di mare     | Película       |                            |
| 2015 | La dama velada    | Serie de TV    | Adelaida (papel principal) |